# Fred Ott
Fred Ott werd geboren in 1860 in New Jersey. Hij was de assistent van Thomas Edison en speelde mee in drie van diens films, waarin hij steeds zichzelf speelde.

## Filmografie
- The Kiss (1900)
- Fred Ott Holding a Bird (1894)
- Fred Ott's Sneeze (1894)